# 谢文秋

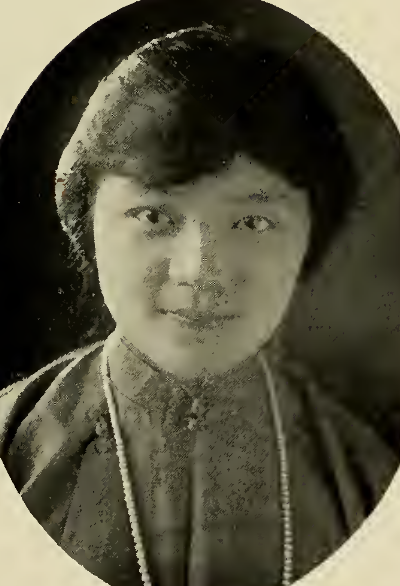
1924年《维斯理学院年鉴》中的谢文秋

谢文秋（1899年—1999年），美籍华人女宗教领袖，曾任基督教世界女青年会副主席，也是收藏家、著名美食家，其著作是西方中餐研究的范本。

## 生平
1899年生于大清上海，祖籍宁波府慈溪县，生于基督教世家，祖父謝元芳是浙东名牧，父亲謝洪賚是晚清民国著名基督教学者。1928年嫁朱世明而冠夫姓，朱曾是蒋中正的翻译和近侍，朱于1965年逝世。
1918年毕业于上海中西女中。得美国教会奖学金而赴美留学，就读于麻省波士顿之著名女校维斯理学院，并于1924年获得体育学士学位。学成回上海就任于母校中西女中，任体育教师，后又赴南京任金陵大学体育教师。1941年移居美国首都华盛顿特区，因夫朱氏就任中国驻美国大使馆武官。1935年至1947年，任基督教世界女青年会副主席。朱在美国外交任职届满后随夫回中国。1950年因国共内战再次移居美国，自那在美国永居，1955年入籍美国，居纽约曼哈顿。谢自那时起致力中国饮食文化和烹饪技术的研究，向美国民众介绍中国饮食及其制法。在纽约中国文化院（China Institute）长期教授中餐烹饪，并在纽约曼达林邸（Mandarin House）传授中餐烹饪长达30年之久。谢于晚年移居俄亥俄州，1999年在俄州首府哥伦布市辞世，享年100岁，满99岁。

## 著作
谢在美国东方饮食界为教母级人物，其重量级著作主要有两部，奠定了其在美国大众饮食研究中的地位，分别是，
- 1962年著之《中餐烹饪之快乐》（英文：The Pleasures of Chinese Cooking）[5]，
- 1975年著之《朱夫人之中餐烹饪之道》（英文：Madame Chu's Chinese Cooking School）。

其逝世时，《纽约时报》特刊讣告以示纪念，称谢为“之于美国几代人之中餐媒介”。
另外谢也是古董收藏家和鉴赏家，代表著有：
- 1973年，《远东古董和收藏指南》（英文：Oriental Antiques and Collectibles: a Guide），
- 1978年，《远东景泰蓝和其他珐琅器》（英文：Oriental Cloisonne and Other Enamels），
- 1978年，《收藏家之玉器簿》（英文：The Collector's Book of Jade）[3]。